# Samaria-Ware
Als Samaria-Ware wird eine eisenzeitliche Keramikgattung der phönizischen Levante bezeichnet.
Samaria-Ware ist ein moderner Fachbegriff, der aufgrund von Funden der Keramik in der Stadt Samaria entstanden ist. Allerdings ist Samara ein untypischer Fundplatz für diese Keramikgattung. Das für die Eisenzeit und die phönizische Levante typische Luxusgeschirr ist sehr dünnwandig. Leitformen sind gekielte Schalen und Schüsseln. Sie wurden mit Hilfe von Formschüsseln produziert. Verziert wurden sie mit Ritzlinien. Überzogen wurden die Vasen im Red-Slip-Stil, dabei wurde allerdings meist eine Zone ausgespart und Tongrundig belassen. Auf Zypern und in Karthago wurden in den ältesten archäologischen Schichten der phönizischen Siedlungen Exemplare der Keramik gefunden. In Karthago fanden sich zudem lokale Nachahmungen der Samaria-Ware.